# Spilosoma karakorumica
Spilosoma karakorumica är en fjärilsart som beskrevs av Daniel 1961. Spilosoma karakorumica ingår i släktet Spilosoma och familjen björnspinnare. Inga underarter finns listade i Catalogue of Life.